# Erika Binz-Blanke
Erika Binz-Blanke (geboren am 29. November 1933 in Oebisfelde, Altmark) ist eine deutsche Grafikdesignerin, Illustratorin, Ausstellungsdesignerin, Medailleurin und Münzgestalterin, die seit 1955 als freiberufliche Künstlerin in Baden-Baden tätig ist.

## Leben und Werk
Erika Binz-Blanke absolvierte ihre Ausbildung von 1948 bis 1952 an der Fachschule für angewandte Kunst in Magdeburg sowie von 1953 bis 1954 an der Hochschule für bildende und angewandte Kunst in Berlin-Weißensee. 1954 siedelte sie nach Westberlin über.
Zu den Arbeitsgebieten der mehrfach ausgezeichneten und prämierten Künstlerin zählen unter anderem Kunst am Bau (Glas, Acrylglas/Stahl), Wandmalerei und Illustration. Im Bereich der Druckgrafik wirkt Binz-Blanke mit Radierungen sowie der Aussprengtechnik. Besonders erfolgreich ist sie als Medaillen- und Münzkünstlerin.
Sie arbeitete in ihrem Atelier in der Zimmerstraße in Baden-Baden, bis sie sich aus gesundheitlichen Gründen im Jahr 2019 zurückzog. Neben ihrer künstlerischen Arbeit veröffentlichte sie diverse Beiträge in der Architekturzeitschrift AIT.

## Münzen und Medaillen
Binz-Blanke bezeichnet den Kontrast zwischen der Arbeit als Grafik-Designern mit beispielsweise großen Wandmalereien und derjenigen als Münzgestalterin als besonders reizvoll mit dem Ziel „eine große Aussage auf einer kleinen Fläche zu erzielen“.
Die von Binz-Blanke entworfene Medaille „Geben oder nehmen“ wurde als Beitrag zur internationalen Medaillenausstellung anlässlich des 33. Kongresses der FIDEM 2014 in Sofia ausgewählt.
Ihr Entwurf für die 10-Euro-Silber-Gedenkmünze „50 Jahre Bundesland Saarland“ (2007) erzielte den ersten Platz im Wettbewerb. Der Ausgabetermin war der 18. Januar 2007, geprägt wurde die Münze in Karlsruhe (G) mit der Randschrift „DEUTSCHLAND * FRANKREICH * EUROPA*“.
Die von Binz-Blanke gestaltete Medaille „analog-digital-surreal“ stammt aus dem Münzkabinett der Staatlichen Museen zu Berlin aus dem Jahr 2010. Die aus Silber geprägte Münze hat ein Gewicht von 24,69 g.
Den zweiten Platz erreichte Binz-Blanke im Jahr 2012 mit ihrem Entwurf für die 10-Euro-Silber-Gedenkmünze zum Thema „100 Jahre Deutsche Nationalbibliothek“.
Als Drittplatzierte war Binz-Blanke mit ihrem Gedenkmünzentwurf der 5 DM Silber-Gedenkmünze zum Thema „50. Todestag Friedrich Ebert“ 1975 das erste Mal deutschlandweit erfolgreich.

## Spiele-Illustrationen
Als Illustratorin von Brettspielen entwarf sie das Spielbrett des klassischen Brettspiels „Scotland Yard“. Binz-Blanke war für zahlreiche weitere Verlage und Spielehersteller tätig. Sie übernahm die Grafik-Gestaltung des Spielklassikers „Quiz Royal“ des Ravensburger-Verlages. Auch das „Zahlenspiel 1–25“, ein Legespiel mit Selbstkontrolle für 1 bis 4 Kinder im Alter von 6 bis 8 Jahren, gehört zu Binz-Blankes Werken.

## Ausstellungen (Auswahl)
- 1976: Kongresshaus Baden-Baden, mit Fotodesigner Klaus Exner
- 1989: Kunst an Straßen, Rheinland-Verlag Köln
- 1989: Medaillenkünstlerinnen in Deutschland
- 1992: Staatliche Galerie Moritzburg, Halle, Gemeinschaftsausstellung
- 1993: Frauenmuseum, Bonn, Medaillen-Gemeinschaftsausstellung
- 2000: Freunde Junger Kunst, Gemeinschaftsausstellung Baden-Baden
- 2004–2005: In the best circles, Ladengeschäft Markgrafenstraße, Karlsruhe, Gemeinschaftsausstellung im Rahmen der Veranstaltungen zur Bewerbung der Stadt Karlsruhe zur Kulturhauptstadt 2010[12]
- 2005: GeldKunstKunstGeld, Deutsche Gedenkmünzen seit 1949
- 2007: Die Welt „en miniature“. Ausstellung und Katalog „Deutsche Medaillenkunst heute – 2000 bis 2006“
- 2010: Art Medal World Congress Fidem XXXI Tampere Finnland (Medaillen im Deutschen Beitrag)[13]
- 2011: Regensammler, Ausstellung Schloss Neuenbürg
- 2012: Modern Medals, Fidem XXXII, Glasgow, Ausstellung und Katalog (1 Medaille im Deutschen Beitrag)
- 2012: Schwein gehabt, Lichtkunstwettbewerb, Alter Schlachthof Karlsruhe
- 2014: Zeichen der Zeit, Ausstellung in der Orgelfabrik Karlsruhe-Durlach[14]